# Bernina-hágó
A Bernina-hágó (olaszul: Passo del Bernina) 2328 méter magas alpesi hágó a svájci Graubünden kanton területén. Vízválasztó: tőle északra a Fekete-tenger, délre az Adriai-tenger vízgyűjtője található. Ugyanilyen elválasztó határt képez a rétoromán és az olasz nyelvterületek között is.
Fontos közlekedési útvonal: itt halad át a 29. sz. főközlekedési út, valamint a közvetlen közelében a Bernina-vasút, melyek kapcsolatot teremtenek északon Pontresina (és Engadin), délen pedig Poschiavo (Puschlav) (és rajta keresztül az Adda folyó völgyét képező Valtellina, Veltlin) között.

## Földrajz

A Bernina-hágóban

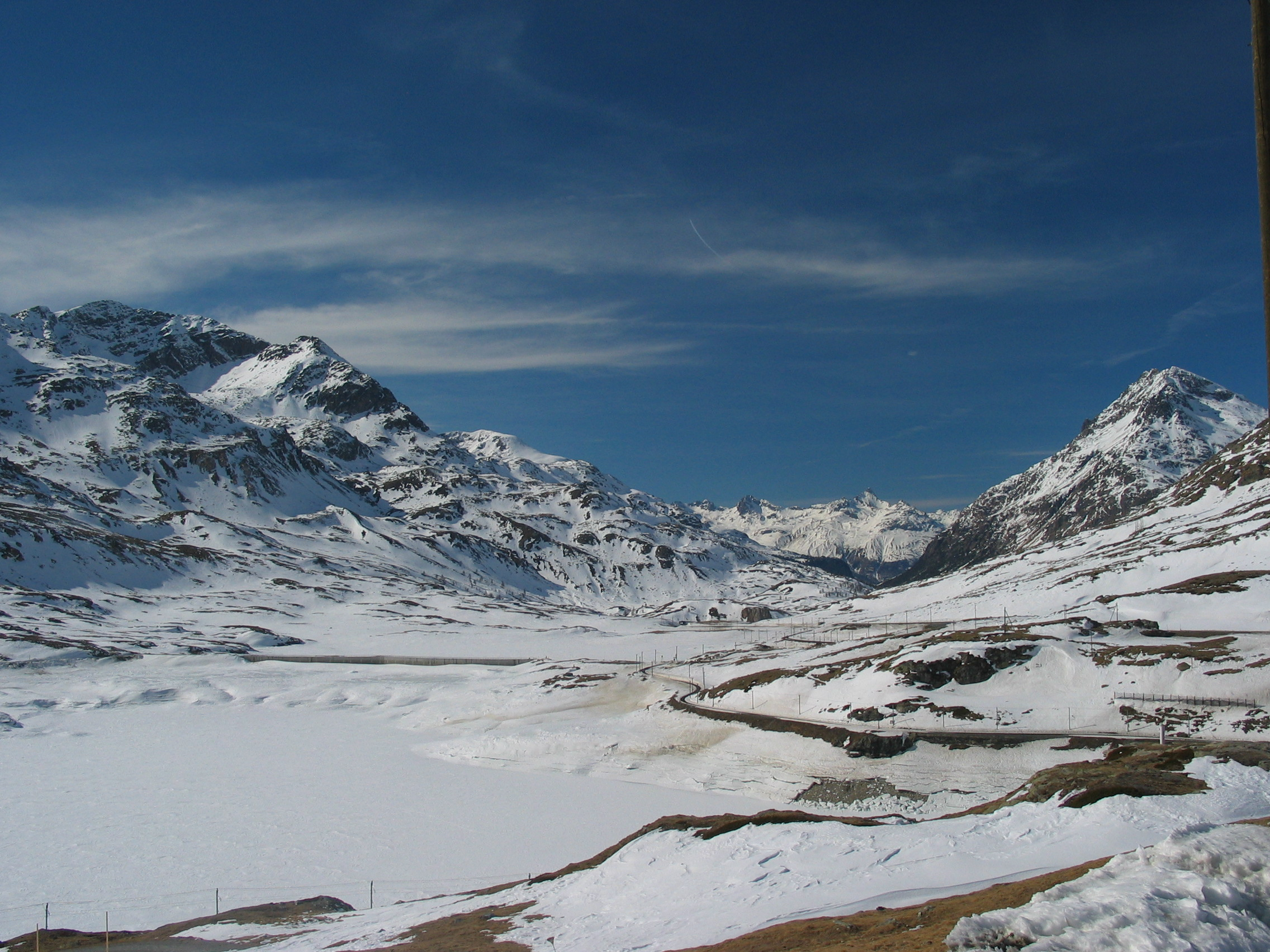
A Bernina-hágóban:Pontresina

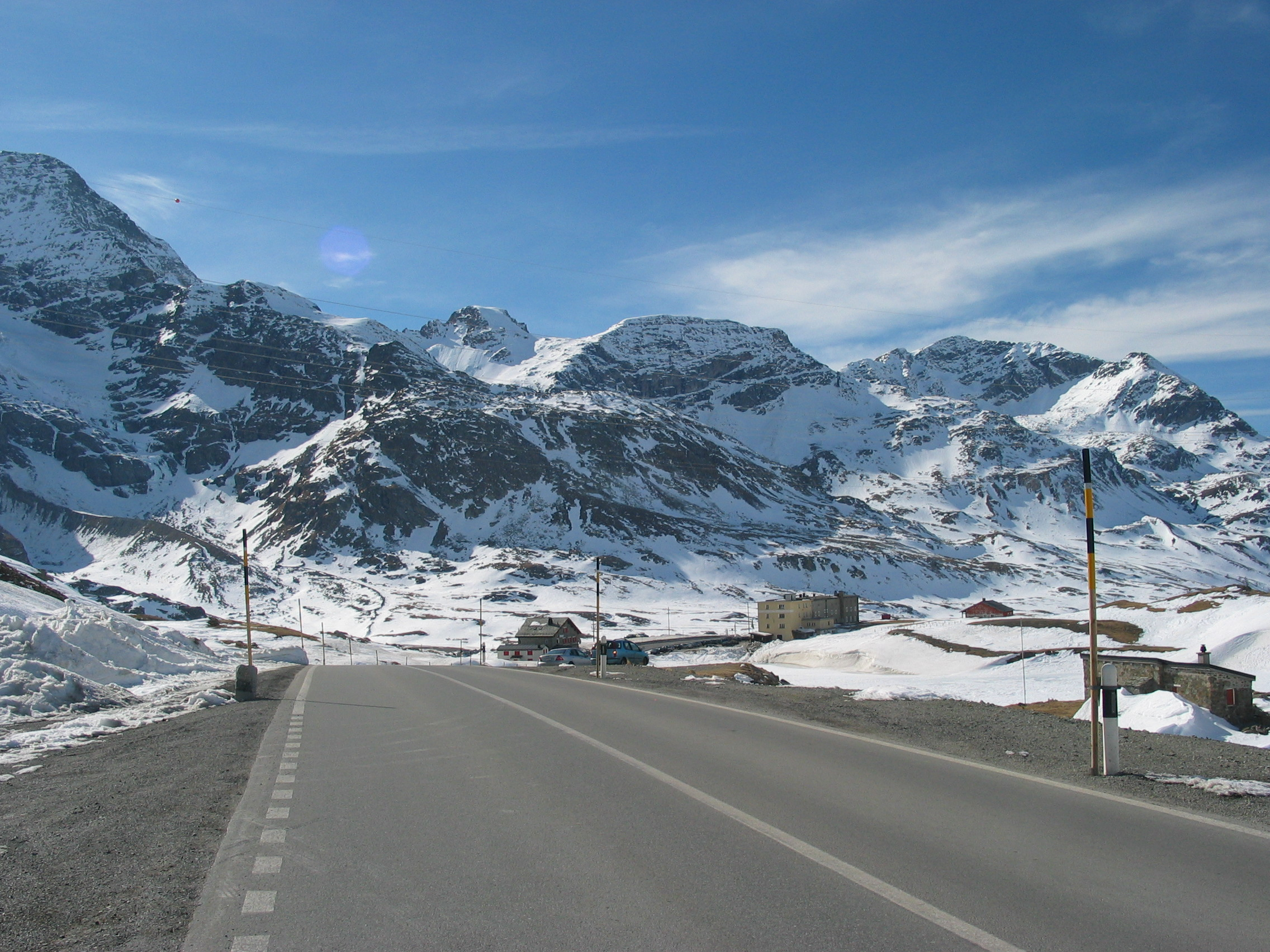
A Bernina-hágóban

A Bernina-hágó a Dél-räetiai Alpokba tartozó Bernina-masszívum (másképp: Bernina-csoport, Bernina-vidék) szívében található. Maga a Bernina-masszívum északnyugat irányban mintegy 20 km hosszan, és északtól déli irányban 10 km szélesen terül el. A masszívum északnyugati részén találhatók a legmagasabb csúcsok, mint a Piz Cambrena (3604 m – az egyetlen, amelyik nem Olaszországhoz tartozik), Piz Palü (3905 m), Bellavista (3888 m), Piz Zupo (3996 m), Piz Argient (3945 m), a Piz Bernina (a Dél-raetiai Alpok legmagasabb csúcsa: 4049 m tszf.) a keleti irányba nyúló Alpok legutolsó 4000 métereseként, Piz Scerscen (3941 m), Piz Rosegg (3937 m), Dschimels (3508 m) és Piz Glüschaint (3594 m). A hegycsoport északkeleti részén található a Piz Tschierva (3546 m), Piz Morteratsch (3751 m), és a már említett Piz Bernina (4049 m). E hegyek közé zárva alakult ki a két hosszú gleccser, a Vadret Morteratsch és a Vadret Roseg.
A Bernina-csoportot északnyugaton az 1700–1800 m magasságú Inn-völgy szegélyezi St. Moritz városig, északkeleten az 1700-2000 m magasságú Flaz-völgy Pontresina településig, keleti határa a Poschiavino-völgy (1000–2000 m) Poschiavinóig, déli határa pedig a Val-Malenco (300-2000 m) az Olaszországban fekvő Sondrióig. Sondriótól (300 m) csupán 25 km-nyi utat kell megtenni a Piz Berninához.
A hágó - és a hozzá vezető hágóutak - tulajdonképpen két egymáshoz kapcsolódó völgyben találhatók. Az északnyugati az Engadin-úttól (27. sz.) induló 29. sz. Punt Muragl (St Moritztól 5 km.) irányába a Val Bernina (Bernina-völgy) a hágóig terjed.  A hágótól délkeletre eső rész az országhatáron levő völgybejáratig terjed  és Val Puschiavo (Puschlav-völgy) a neve. A közút a St Motitz-tó felett kanyarodik délkelet felé 
A hágó lába légvonalban 13 km-re van az 1805 méteren fekvő Pontresinától és csupán 8 km-re az 1093 méteren levő San Carlo di Poschiavótól. A hágócsúcson található az Ospizio Bernina nevű Hospiz (hegyi vendégfogadó, ném.: Berggasthaus) és hozzá tartozó tágas parkoló, a hágócsúcs-jelző tábla, továbbá két tó. Az észak felé eső – és az Inn folyó vízgyűjtő területéhez tartozó – Lej Nair. A másik, a Lago Bianco ezzel szemben a Pó folyó területéhez.

## Történelem

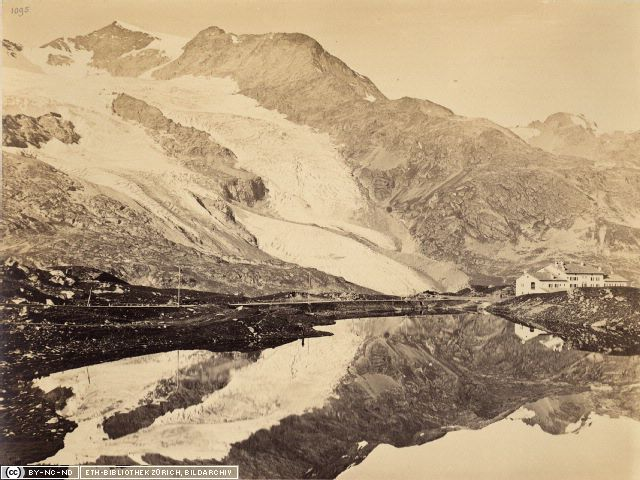
Cambrera-gleccser 1867

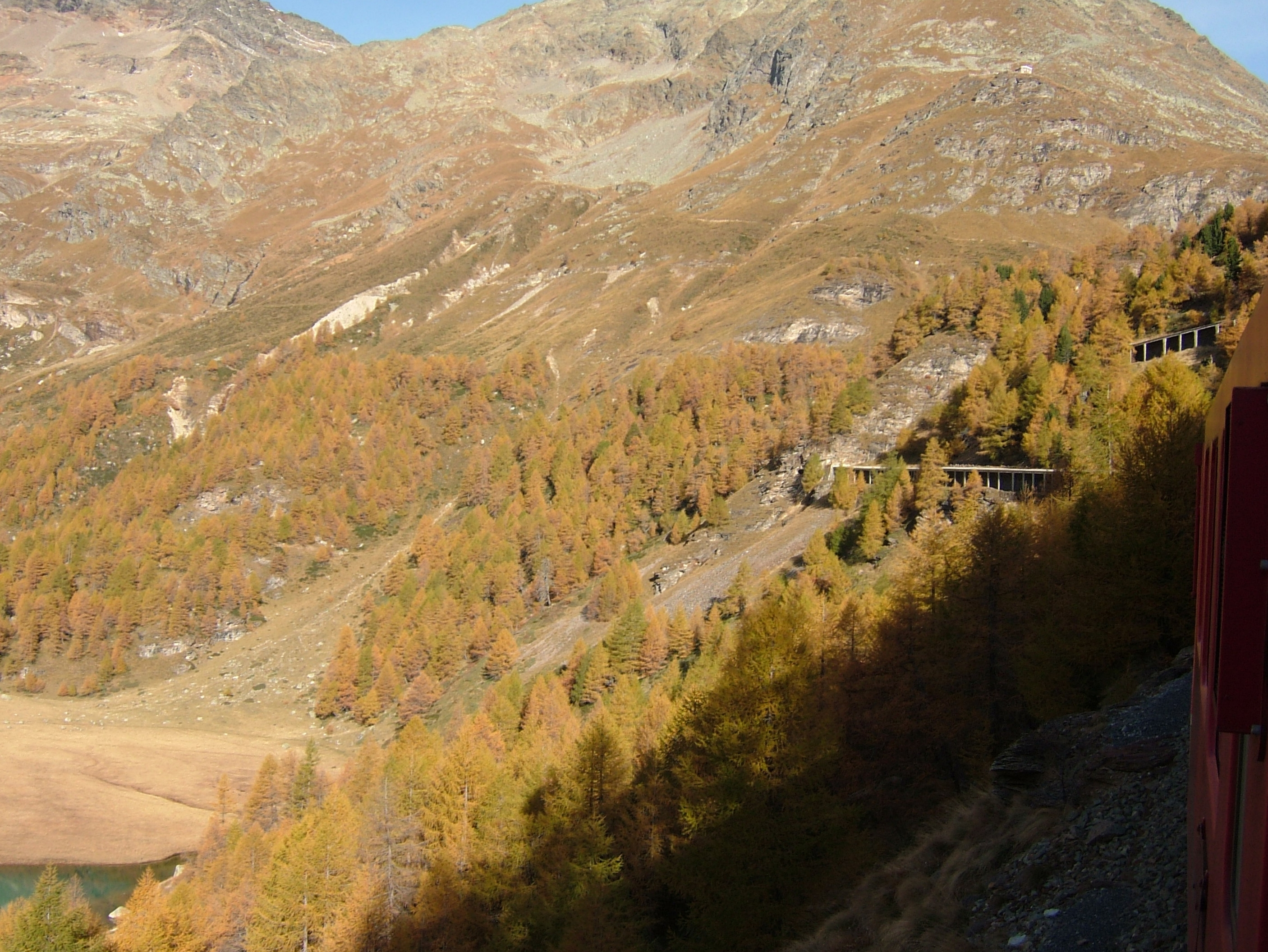
A Bernina-hágón

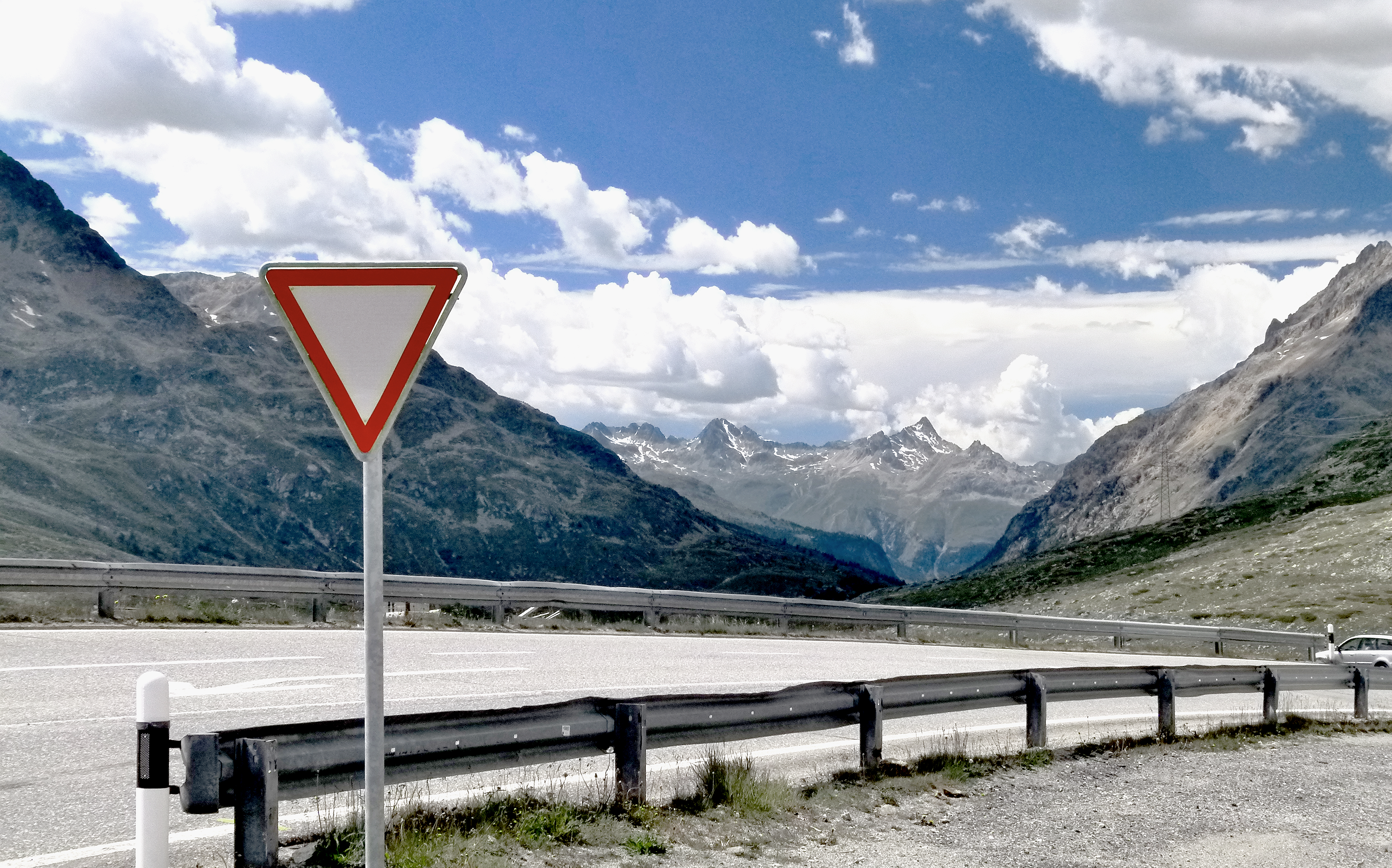
A Bernina-hágón

A St. Moritz körüli Felső-engadini, valamint az itáliai Veltlin (Venosta)-térsége közti  évezredes kultúrtáji szomszédsághoz hasonlóan maga a hágó és hágóút is évezredes történeti hagyományt képez. Az emlékekkel és írással megismerhető kultúrtörténeti kezdetek a bronzkorra datálhatók ugyan, s itt mindenekelőtt településként Téglio említendő, azaz a római kori néven Tillium (feltételezhető, hogy innen származik a mai városneve is: Val Tillium átmeneti  formában, ezzel egyúttal utalva  a befogadó Veltlin- (Venosta-) völgyre is. A történelem-előttiként nevezett korokból számos kőkorszakbeli menhir található itt a környéken, meseszerűen szép sziklarajzokkal, olyanokkal, mint amilyenek korukban elterjedve, manapság már Európa-szerte nagy számban kerülnek elő, másodlagos leletekként, egyúttal azt a tényt támasztva alá, hogy már az ősidőkben is élénk szállító/elosztó-kereskedelmi – mai szóhasználattal talán távolsági kereskedelminek lehetne nevezni - teherforgalom bonyolódott a Berninán. Mégpedig olyannyira, hogy ez még a rómaiak idején is tovább élt, növekedett. 
Mindez mindannak ellenére történt így hogy a Bernina-hágó sosem volt egy minden körülmények között biztonságosan használható hágóút. A hágó magára találása, forgalmának fellendülése valójában aztán a középkor közepétől - átnyúlva a késő középkorra – következett be ismét, természetesen ugyancsak az akkoriban bekövetkezett távolsági kereskedelmi fellendülés és az abban betöltött szerepével összefüggésben. Aztán ezután később  Bernina szerepe ismét árnyékba került a szomszédos hágóutak - mint a Maloja-hágó, Fuorn-hágó (Ofen-hágó) és a Stilfser Joch (Stelvio) előtérbe kerülésével.

## Közlekedés

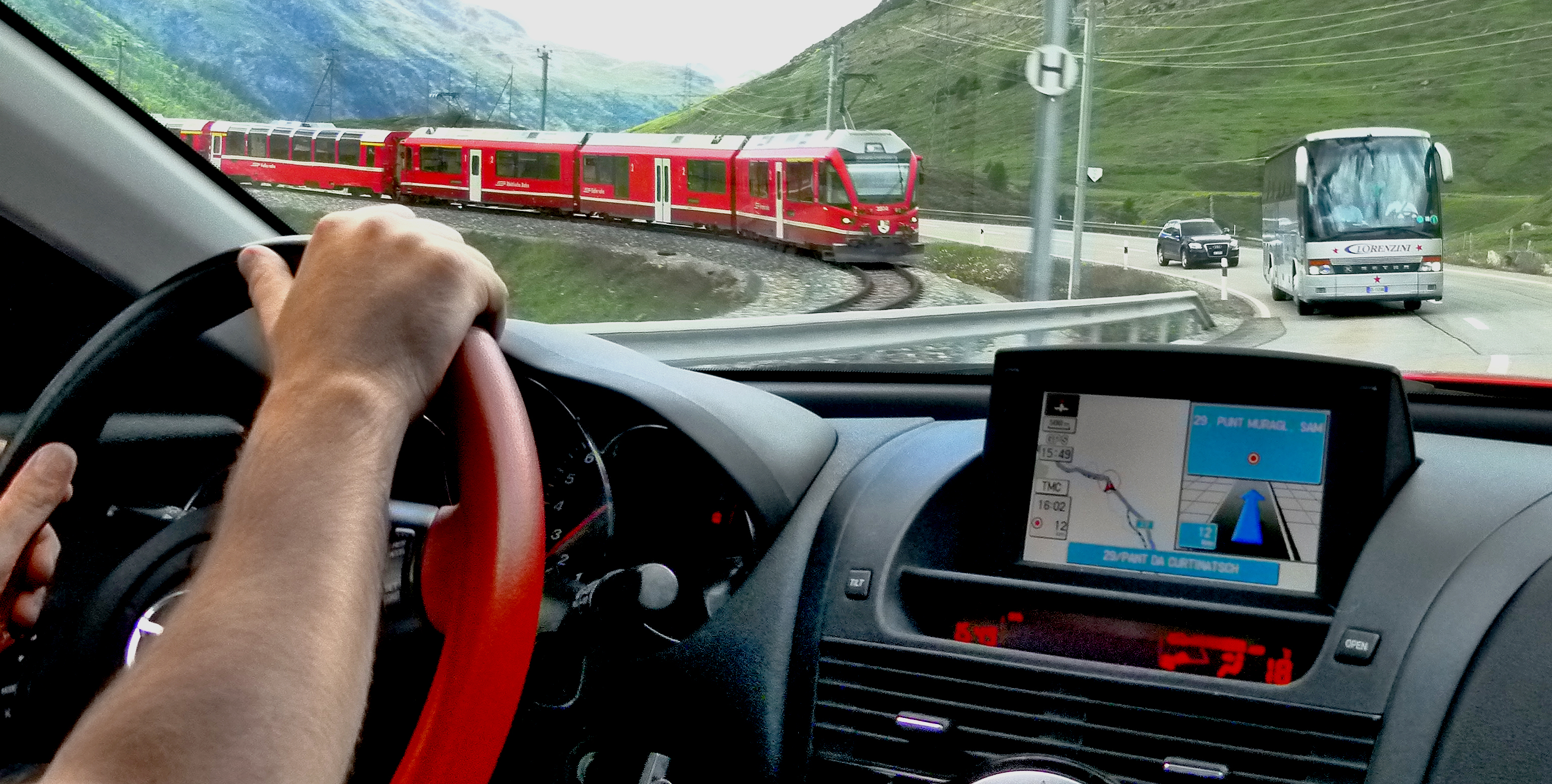
Forgalom a Berninán

### Vasúti
A hágón halad át a Bernina-vasút, egy egyvágányú, 1000 mm nyomtávolságú, 1000 volttal villamosított vasútvonal, mely a svájci St. Moritz üdülővárost köti össze  az olaszországi Tiranóval. Az Alpok legmagasabban fekvő adhéziós vasúti pályája, és 7%-ot is elérő meredekségével az egyik legmeredekebb adhéziós vasút a világon. A második világháborúig önálló vasúttársaság (Berninabahn, BB) üzemeltette, napjainkban a Rhätische Bahn (RhB) vonala. 
A vonalon található a híres Brusiói spirálviadukt is. Az Albula-vasúttal együtt 2008 óta az UNESCO Világörökség része. Ez a világ egyetlen vasútvonala, melyet a Google az Utcakép szolgáltatáshoz is feldolgozott: egy vasúti teherkocsira kamerát helyeztek, majd a teljes vonalat lefotózták.

## Képgaléria (szerkesztésközi)

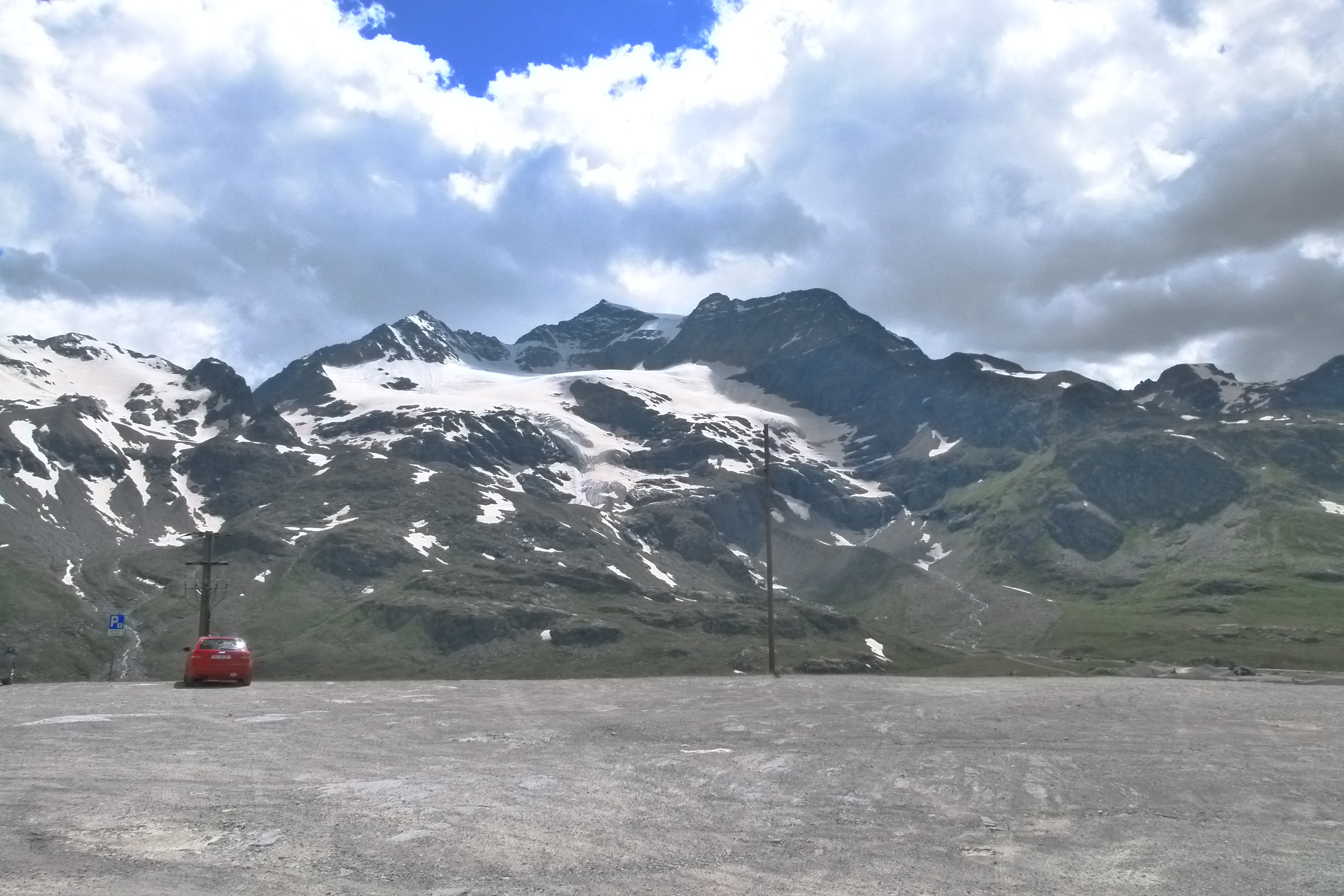
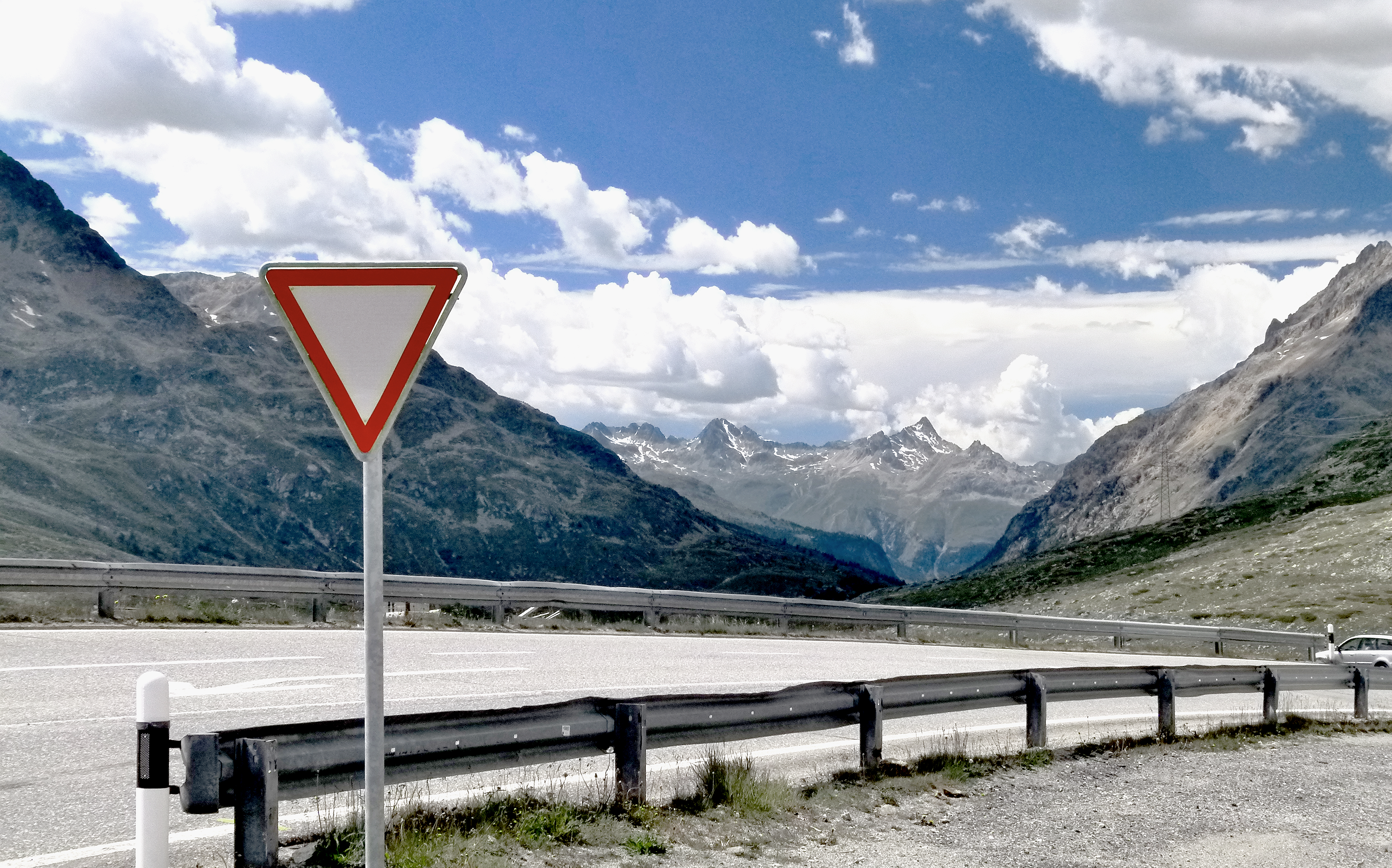

### Térképek
- Baedeckers: Tirol - Ed., Baeckers, 1922. .
- Editori Tabacco: Dolomiti Tirolo 2005 M = 500 000 – ISBN 978 8883 150 531
- ADAC: Auto Atlas Europa 2010/2011. - ISBN 3-8264-1374-1
- Freitag-Berndt:  Wander- Rad- und Freizeitkarte WK 022 – ISBN 978-3-85084-703-2
- Freitag-Berndt: Freizeitführer WK 022 - ISBN 978-3-85084-703-2
- Freitag-Berndt: Tirol / Vorarlberg 2005. -  M: 1:200 000
- Freitag-Berndt: Osttirol / Kärnten 2005. -  M: 1:200 000
- Freitag-Berndt: Svájc 2005. M = 1: 450 000